# Chionaema signa
Chionaema signa är en fjärilsart som beskrevs av Walker 1854. Chionaema signa ingår i släktet Chionaema och familjen björnspinnare. Inga underarter finns listade i Catalogue of Life.